# 佐々木恭子
佐々木 恭子（ささき きょうこ、1972年（昭和47年）12月17日 - ） は、フジテレビのアナウンサー。

## 来歴・人物
兵庫県西宮市出身。
神戸大学教育学部附属住吉小学校、神戸大学教育学部附属住吉中学校、兵庫県立鳴尾高等学校卒業。
高校卒業後、父の仕事の関係で東京に転居した。
一浪して東京大学文科三類に入学し、東京大学教養学部フランス科卒業。
1996年、アナウンサーとしてフジテレビ入社。同期入社の竹下陽平・藤村さおりとともに、河田町社屋時代最後の入社世代である。なお東京大学及び東京大学大学院出身のフジテレビアナウンサーの入社は1989年入社の智田裕一以来となる。その後は2017年入社の安宅晃樹まで同学出身のフジテレビアナウンサーは入社していない。さらに後輩には2019年入社の藤本万梨乃がいる。安宅のみ大学院出身である。
1997年4月～1998年3月の間、『報道2001』の第5代女性総合司会を担当。
2005年5月15日、同じ東京大学フランス科の先輩にあたるTBS記者（元TBS報道局アナウンサー）の池田裕行と結婚（池田は再婚）したが、9か月後に離婚。
2008年、FNSチャリティキャンペーンでパプアニューギニアのHIV感染子供取材で、第24回FNSアナウンス大賞受賞。
2008年10月23日、1歳年下のライブドア証券社員だった男性との再婚と自身の妊娠（3か月）を発表。同年11月11日に入籍し、2009年1月17日に挙式した。
2009年3月27日、産休のため番組開始の1999年4月からサブ司会を担当していた『とくダネ!』を降板。
2009年5月12日、第一子となる男児を出産。2010年3月29日に復帰。
2012年6月2日、第二子出産準備の為、産休。7月30日、第二子女児出産。2013年4月1日に復帰。
映画に詳しく、2006年にはお台場冒険王ゼネラルプロデューサーも務めた。FNSチャリティーキャンペーンの関連も兼ねて海外取材に出る機会も多い。
2021年7月1日付けでアナウンス室部長に就任した。
2023年6月28日付けでアナウンス室局次長に就任した。

## エピソード
- 中学生の頃は裁判官を目指そうと考えていたが、東大を受験する際には、文科一類の合格は難しいとあきらめ、文科三類に入学した。
- 出身高校の鳴尾高等学校は開校以来、東大合格者は6名でうち一人が佐々木[6]、一人がTBSキャスターの播摩卓士である。
- 堀江貴文は、東京大学の同じゼミ同士だったため知り合いである。
- 西宮市元市長の今村岳司は小学校の同級生で、丸川珠代は出身の小学校・中学校・大学が同窓で佐々木よりも2期先輩（大学では3期先輩）にあたる。この縁から2007年の第21回参議院議員通常選挙の選挙特番の際に、丸川の密着取材を担当した。
- 兄の佐々木将もフジテレビ社員である。
- 大学3年の冬、阪神・淡路大震災で実家が全壊したが、家族は無事だった。
- 大学卒業後は、大学院進学や学者を漠然と目指していたが、震災のテレビ報道を見て、アナウンサーに興味を持つ。
- 2022年11月20日放送分『ワイドナショー』に出演した際、小中学校時代、上半身裸で行われた健康診断について「本当に忌まわしい記憶」と語った[7]。

## 出演番組
代表で務めた報道・情報番組
| 期間          | 期間          | 番組名                                | 役職                                        | 担当日     |
| ------------- | ------------- | ------------------------------------- | ------------------------------------------- | ---------- |
| 1997年4月5日  | 1998年3月29日 | 報道2001                              | 司会                                        | 日曜日     |
| 1998年3月30日 | 1999年3月31日 | FNNスーパーニュース                   | フィールドキャスター                        | 平日       |
| 1999年4月1日  | 2009年3月27日 | 情報プレゼンター とくダネ!            | 司会 ※2005年9月まで、お天気キャスターを兼務 | 平日       |
| 2010年3月29日 | 2012年3月29日 | 知りたがり!                           | コーナキャスター                            | 月～木曜日 |
| 2013年4月1日  | 2013年9月27日 | アゲるテレビ                          | エンタメキャスター                          | 平日       |
| 2014年4月5日  | 2015年3月29日 | FNNスーパーニュースWEEKEND            | キャスター                                  | 休日       |
| 2014年4月6日  | 現在          | ワイドナショー                        | MC                                          | 日曜日     |
| 2014年5月2日  | 2014年9月26日 | BSフジLIVE プライムニュース（BSフジ） | キャスター                                  | 金曜日     |
| 2015年4月4日  | 2017年10月1日 | FNN みんなのニュース Weekend          | キャスター                                  | 休日       |
| 2017年10月8日 | 2018年4月1日  | 新報道2001                            | 司会                                        | 日曜日     |
| 2018年4月8日  | 2019年3月31日 | 報道プライムサンデー                  | 司会                                        | 日曜日     |
| 2019年4月1日  | 2020年9月23日 | 直撃LIVE グッディ!                    | ニュースコーナーキャスター                  | 月～水曜日 |
| 2019年4月1日  | 2021年7月7日  | Live News イット!                     | 情報キャスター                              | 月～水曜日 |
| 2020年9月30日 | 2021年7月7日  | バイキングMORE                        | ニュースコーナーキャスター                  | 月～水曜日 |

バラエティ・特別番組・その他
- とくダネ!情報特捜部DX（フジテレビ739）
- 韓タメ!DX（CS）
- 才色兼備
- う!ウマいんです。
- FNN踊る大選挙戦（フィールドキャスター）
- ミッドナイトアートシアター（初代ナビゲーター）
- 27時間テレビ「桑田佳祐の音楽寅さんSP」（2003年）リポーター
- 第41回新春かくし芸大会(2004年1月1日)新春大奥絵巻
- サザンオールスターズ海の日特番（2004年7月）リポーター
- たけしの斎藤寝具店
- クイズ!スパイ2/7(2005年1月29日、2月5日放送)
- ネプリーグ
  - 2006年10月2日（フジテレビチームとして出演）
  - 2013年6月24日・11月25日・2014年3月17日[注 1]（天の声代行、伊藤利尋不在時の代役）
- たけしの日本教育白書（2005年11月12日、2006年11月11日放送の単発バラエティ）
- City Wiz（木曜日21:54 - 22:00、ナレーション）
- お台場明石城（2004年4月26日 - 2006年3月21日）
  - FNS26時間テレビ 国民的なおもしろさ!史上最大!!真夏のクイズ祭り 26時間ぶっ通しスペシャル (2006年7月15日)さんま・中居今夜も眠れない　コーナー進行
  - ニューカマーズ「ゼウスの目薬」（2007年11月6日）
- 土曜ワイド・韓流アワー（韓国ドラマナビゲーター・『韓タメ!』コーナー）
- FNN選挙WARS〜改革の最終審判〜(フィールドキャスター)
- 日本偉人大賞2007（2007年4月7日） - 「偉人が書いた情熱ラブレター賞」コーナー司会
- お客様は王様かよっ!?（2007年5月 - 2009年7月・不定期）アシスタント
- 脳内エステ IQサプリ（2007年8月25日）IQミラー間違い7の賞品紹介役のみで、回答者ではない。
- 林家たい平とフジ女子アナのってけラジオ（2007年9月5日、ニッポン放送）アシスタント※1997年7月18日、「テリーとうえちゃんのってけラジオ」にゲスト出演経験あり
- 映画大王（BSフジ）
- オールナイトニッポンR スペシャルナイトレッドリボンプロジェクトスペシャル(2007年11月24日、ニッポン放送)アシスタント
- FNS歌謡祭（2007年12月5日）横浜大さん橋より中継、番組内における桑田佳祐専属レポーターだった事が明らかとなる。
- スリルな夜 イケメン合衆国（2007年10月26日 - 2008年3月14日）司会者
- 一攫千金!日本ルー列島芸人＆女子アナ満開!!90分スペシャル!(2008年5月30日) - 女子アナキラーの芸人2組3名（カンニング竹山、次長課長）と
- K-COOK　フジテレビ無料動画サイト「見参楽（みさんが!」
- 一休さん2（2013年5月5日、フジテレビ）ナレーション
- ヨルタモリ （2014年10月 - 2015年9月）- 日本古典文学講座及び日本文学講座ナレーション
- オールナイトフジコ（2023年9月16日）[8]
- 池上彰緊急スペシャル!（2013年10月4日 第8回 - ） - 司会[注 2]
- あのころのわたしへ〜就活・生き方　語り合おう〜出演（2024年3月31日）NHK（NHKと民放各局の女性7人のアナウンサーと記者が集まったスペシャル座談会。伊東敏恵、鈴江奈々、森川夕貴、久保田智子、佐々木明子、森田美礼と共演）

## 音楽
- 「Diva Latina（ディーバ・ラティーナ）」（ポニーキャニオンから1997年7月18日発売、イベント「お台場ドドンパ! FCGまつり'97」テーマソング）
- 「Don't Be Afraid」（BIG MOUTH名義。1997年9月13日発売）
- あっぱれ!才色兼備[9](上記の2曲収録のベスト版アルバム。1999年2月17日発売、ポニーキャニオン)

## 舞台
- フジテレビアナウンサーによる朗読劇「ラヴシーン」にVol.3から出演している。